# Tour de Southland
O Tour de Southland é uma carreira ciclista por etapas neozelandesa disputada em Southland.
Criada em 1956, foi profissional desde 2002 na categoria 2.5 (última categoria do profissionalismo) e desde a criação dos Circuitos Continentais UCI em 2005 fez parte do UCI Oceania Tour, dentro da categoria 2.2 (igualmente a última categoria do profissionalismo). Desde a edição 2010, o evento já não é profissional e os disputam principalmente corredores locais. A prova, no entanto é uma das mais prestigiosas da Nova Zelândia.

## Palmarés
Em negrito: edição profissional.
| Ano  | Ganhador              | Segundo          | Terceiro               |
| ---- | --------------------- | ---------------- | ---------------------- |
| 1956 | Kelvin Hastie         |                  |                        |
| 1957 | Tom Tindale           |                  |                        |
| 1959 | Warwick Dalton        |                  |                        |
| 1960 | Gary Ulmer            |                  |                        |
| 1961 | Warwick Dalton        |                  |                        |
| 1962 | Tony Walsh            |                  |                        |
| 1963 | Dick Johnstone        |                  |                        |
| 1964 | Malcolm Powell        |                  |                        |
| 1965 | Tino Tabak            |                  |                        |
| 1966 | Tino Tabak            |                  |                        |
| 1967 | Tino Tabak            |                  |                        |
| 1968 | Merv Davis            |                  |                        |
| 1969 | Warwick Dalton        |                  |                        |
| 1970 | David Gee             |                  |                        |
| 1971 | John Dean             |                  |                        |
| 1972 | Blair Stockwell       |                  |                        |
| 1973 | Michael Hughes        |                  |                        |
| 1974 | Bruce Ramsey          |                  |                        |
| 1975 | Chris Hogan           |                  |                        |
| 1976 | Paul Jesson           |                  |                        |
| 1977 | Wayne Perkinson       | Paul Jesson      |                        |
| 1978 | Paul Jesson           |                  |                        |
| 1979 | Eric McKenzie         |                  |                        |
| 1980 | Anthony Cuff          |                  |                        |
| 1981 | Stephen Cox           |                  |                        |
| 1982 | Stephen Cox           |                  |                        |
| 1983 | Jack Swart            |                  |                        |
| 1984 | Jack Swart            |                  |                        |
| 1985 | Brian Fowler          |                  |                        |
| 1986 | Brian Fowler          |                  |                        |
| 1987 | Brian Fowler          |                  |                        |
| 1988 | Brian Fowler          |                  |                        |
| 1989 | Brian Fowler          |                  |                        |
| 1990 | Brian Fowler          |                  |                        |
| 1991 | Stuart Lowe           |                  |                        |
| 1992 | Brian Fowler          |                  |                        |
| 1993 | Landrey Burt          |                  |                        |
| 1994 | Doug Bath             |                  |                        |
| 1995 | Brian Fowler          |                  |                        |
| 1996 | Gordon McCauley       |                  |                        |
| 1997 | Graeme Miller         |                  |                        |
| 1998 | Scott Guyton          |                  |                        |
| 1999 | Graeme Miller         |                  |                        |
| 2000 | Glen Mitchell         |                  |                        |
| 2001 | Karl Moore            | Ryan Russell     | Jeremy Robinson        |
| 2002 | John Lieswyn          | Scott Guyton     | Heath Blackgrove       |
| 2003 | Scott Guyton          | Jeremy Yates     | Fraser Mac Master      |
| 2004 | John Lieswyn          | Glen Mitchell    | Scott Guyton           |
| 2005 | Gordon McCauley       | Jaaron Poad      | Anthony Chapman        |
| 2006 | Hayden Roulston       | Robert McLachlan | Jeremy Raymond Vennell |
| 2007 | Hayden Roulston       | Marc Ryan        | Logan Dennis Hutchings |
| 2008 | Hayden Roulston       | Gordon McCauley  | Heath Blackgrove       |
| 2009 | Heath Blackgrove      | Jack Bauer       | Tom Findlay            |
| 2010 | Hayden Roulston       | Jack Bauer       | Jeremy Yates           |
| 2011 | Joshua Atkins         | Patrick Bevin    | Timothy Gudsell        |
| 2012 | Michael Northey       | Hayden Roulston  | Michael Vink           |
| 2013 | James Oram            | Taylor Gunman    | Sam Lindsay            |
| 2014 | Mitchell Lovelock-Fay | Joseph Cooper    | Hayden McCormick       |
| 2015 | Brad Evans            | Robbie Hucker    | Michael Northey        |
| 2016 | Aaron Gate            | Michael Vink     | Sjoerd Kouwenhoven     |
| 2017 | James Piccoli         | Michael Vink     | Michael Torckler       |